# Lecanora gangaleoides
Lecanora gangaleoides är en lavart som beskrevs av Nyl. Lecanora gangaleoides ingår i släktet Lecanora och familjen Lecanoraceae.  Arten är reproducerande i Sverige. Inga underarter finns listade i Catalogue of Life.